# Paul Bogaert
Paul Bogaert (Brussel, 3 mei 1968) is een Vlaamse dichter.
Bogaert studeerde Germaanse filologie aan de universiteiten van Brussel en Leuven. Hij publiceerde tot anno 2018 zes gedichtenbundels. Hij schreef ook het gedichtendagessay 2008 (Verwondingen). Zijn eerste drie dichtbundels staan integraal op zijn website. In oktober 2010 werd hij genomineerd voor de VSB Poëzieprijs, de belangrijkste poëzieprijs van de Nederlanden. In 2011 kreeg Paul Bogaert de driejaarlijkse Vlaamse Cultuurprijs Poëzie voor zijn bundel 'de Slalom soft'; de bundel waarmee hij ook de Herman de Coninckprijs won in 2010.

## Gedichtenbundels
- WELCOME HYGIENE (1996). ISBN 9022314170 - ISBN 9029060220. Prijs voor Letterkunde Poëzie van de provincie Vlaams-Brabant 1997.
- Circulaire systemen (2002). ISBN 9029071281.
- AUB (2006). ISBN 9789085420514.
- de Slalom soft (2009). ISBN 9789085421931. Herman de Coninckprijs 2010, Vlaamse Cultuurprijs Poëzie 2010-2011.
- Ons verlangen (2013). ISBN 9789085425168 (2013). ISBN 9789085425915 (2014). Herman de Coninckprijs 2014.
- Zo kan het niet langer (2018). ISBN 9789463102834.